# Vebenabos
Vebenabos is een recreatiedorp bij Dishoek in de gemeente Veere in de Nederlandse provincie Zeeland. Het bestaat voornamelijk uit vakantiehuizen. Er is één weg: 'Vebenabos'.
Het Venenabos is ontstaan in 1947 toen na de inundatie van Walcheren delen van het voormalig eiland onder auspiciën van de Stichting 'Nieuw Walcheren' werden herbeplant. Met een gift van de Vereniging tot Bevordering van de Nederlandsche Aardappelhandel (VBNA) kon op de hoge gronden achter de duinen een vakantiepark worden aangelegd, dat de naam 'VBNA-bos' kreeg. Later wijzigde dit in 'Vebena-bos' en 'Vebenabos'. Het terrein is eigendom van de Stichting Vebenabos en de eigenaren van de huizen zijn verenigd in de Vereniging van Eigenaren Zomerwoningen Vebenabos (VEZV).
Het Vebenabos hoorde van 1966 tot 1997 tot de gemeente Valkenisse, daarna werd het dorp opgenomen in de gemeente Veere. De nabij gelegen straten Galgeweg en Galgewei behoren sedertdien tot de gemeente Vlissingen.